# Samurai Shodown VI
Samurai Shodown VI, conocido como Samurai Spirits: Tale of the World's Greatest Swordsman (サムライスピリッツ 天下一剣客伝 Samurai Supirittsu Tenkaichi Kenkakuden?) en Japón, es la décima iteración de la serie Samurai Shodown.
El 17 de diciembre de 2014, el juego fue lanzado como PS2 Classic para PlayStation 3 a través de PlayStation Network, aunque solo en la Tienda Japonesa. El 22 de noviembre de 2016, el juego se lanzó para PlayStation 4 en Norteamérica a través de PlayStation Network, con características mejoradas como compatibilidad con trofeos y resolución mejorada.

## Jugabilidad
El juego presenta nuevos fondos con elementos 2D y 3D, así como un elenco que regresa de los 28 personajes de "Samurai Shodown V Special", 2 subjefes de "Samurai Shodown V", así como los 7 personajes. de Samurai Shodown y Samurai Shodown II que no aparecieron en juegos posteriores, y 4 nuevos personajes. También cuenta con un sistema de "selección de espíritu", que permite a los jugadores elegir entre seis estilos de lucha diferentes basados en todas las entregas anteriores.

## Personajes
| Recién llegados | de Samurai Shodown I y II                                                                          | de Samurai Shodown V y V Special | de Samurai Shodown V y V Special |
| --- | -------------------------------------------------------------------------------------------------- | --- | --- |
| - Andrew - Iroha - Sugoroku Matsuribayashi - Karakuri Ocha-Maro - EX Nakoruru - Bust Galford - Kim Ung Che - Demon Gaoh | - Gen-an Shiranui - Cham Cham - Earthquake - Nicotine Caffeine - Neinhalt Sieger - Wan Fu - Kuroko | - Haohmaru - Ukyo Tachibana - Hanzo Hattori - Nakoruru - Genjuro Kibagami - Kyoshiro Senryo - Shizumaru Hisame - Gaira Caffeine - Rimururu - Basara Kubikiri - Sogetsu Kazama - Kazuki Kazama - Tam Tam - Charlotte Christine Colde - Galford D. Weller - Jubei Yagyu | - Rera - Rasetsumaru - Suija - Enja - Yoshitora Tokugawa - Kusaregedo - Mina Majikina - Yumeji Kurokouchi - Zankuro Minazuki - Yunfei - Mizuki Rashojin - Amakusa Shiro Tokisada - Kyougoku Hinowanokami Gaoh - Sankuro Yorozu |

## Lanzamiento
A pesar de los lanzamientos y distribuciones normales de Samurai Shodown fuera de Japón, el juego ha sido lanzado fuera del país en el sistema Atomiswave, publicado en los Estados Unidos por Sega. El juego se lanzó para PlayStation 2 en Japón el 25 de enero de 2006. Las versiones caseras americana y europea se lanzaron respectivamente el 24 y el 29 de marzo de 2009, en PS2, PSP y Wii como parte de la compilación Samurai Shodown Anthology. El lanzamiento de PS2 agregó aún más personajes jugables y tres sistemas de selección de espíritu más para acompañarlos. Con el lanzamiento de PS2, prácticamente todos los personajes que han aparecido en los juegos de Neo Geo, incluidos el árbitro, Kuroko y los personajes animales, son jugables. La versión de The Samurai Shodown Anthology es similar a la versión de PS2 excepto que todo está desbloqueado al principio. En 2020, se lanzó una conversión casera para Dreamcast.